# Liste des présidents du Sénat français et des chambres assimilées
Pour des articles plus généraux, voir Parlement français et Sénat (France).
Cet article dresse la liste des présidents du Sénat français et des chambres assimilées.

## Sous leDirectoire(1795-1799)
La Constitution du 5 fructidor an III (22 août 1795) énonce :
Article 61. - Les fonctions de président et de secrétaire ne peuvent excéder la durée d'un mois, ni dans le Conseil des Anciens, ni dans celui des Cinq-Cents.
Présidents du Conseil des Anciens :
| Portrait | Nom                                                  | Début du mandat   | Fin du mandat     |
| -------- | ---------------------------------------------------- | ----------------- | ----------------- |
|          | Claude Antoine Rudel du Miral (doyen d'âge)          | 28 octobre 1795   | 28 octobre 1795   |
|          | Louis-Marie de La Révellière-Lépeaux                 | 28 octobre 1795   | 2 novembre 1795   |
|          | Pierre-Charles-Louis Baudin, dit Baudin des Ardennes | 2 novembre 1795   | 23 novembre 1795  |
|          | François Denis Tronchet                              | 23 novembre 1795  | 22 décembre 1795  |
|          | Théodore Vernier                                     | 22 décembre 1795  | 22 janvier 1796   |
|          | Guillaume François Charles Goupil de Préfelne        | 22 janvier 1796   | 20 février 1796   |
|          | Claude Ambroise Régnier                              | 20 février 1796   | 21 mars 1796      |
|          | Jacques Antoine Creuzé-Latouche                      | 21 mars 1796      | 20 avril 1796     |
|          | Jean-Barthélemy Le Couteulx de Canteleu              | 20 avril 1796     | 20 mai 1796       |
|          | Charles-François Lebrun                              | 20 mai 1796       | 19 juin 1796      |
|          | Jean Étienne Marie Portalis                          | 19 juin 1796      | 19 juillet 1796   |
|          | Jean Dussaulx                                        | 19 juillet 1796   | 18 août 1796      |
|          | Honoré Muraire                                       | 18 août 1796      | 23 septembre 1796 |
|          | Roger Ducos                                          | 23 septembre 1796 | 22 octobre 1796   |
|          | Jean-Girard Lacuée                                   | 22 octobre 1796   | 21 novembre 1796  |
|          | Jean-Jacques Bréard, dit Bréard-Duplessis            | 21 novembre 1796  | 21 décembre 1796  |
|          | Boniface Paradis                                     | 21 décembre 1796  | 20 janvier 1797   |
|          | Sébastien Ligeret de Beauvais                        | 20 janvier 1797   | 19 février 1797   |
|          | Joseph Clément Poullain de Grandprey                 | 19 février 1797   | 21 mars 1797      |
|          | Jean François Bertrand Delmas                        | 21 mars 1797      | 20 avril 1797     |
|          | Edme-Bonaventure Courtois                            | 20 avril 1797     | 20 mai 1797       |
|          | François Barbé-Marbois                               | 20 mai 1797       | 19 juin 1797      |
|          | Louis Bernard de Saint-Affrique                      | 19 juin 1797      | 19 juillet 1797   |
|          | Pierre Samuel Dupont de Nemours                      | 19 juillet 1797   | 18 août 1797      |
|          | André-Daniel Laffon de Ladebat                       | 18 août 1797      | 4 septembre 1797  |
|          | Jean-Antoine Marbot                                  | 6 septembre 1797  | 23 septembre 1797 |
|          | Emmanuel Crétet                                      | 23 septembre 1797 | 22 octobre 1797   |
|          | Jean-Pierre Lacombe-Saint-Michel                     | 22 octobre 1797   | 21 novembre 1797  |
|          | Jean François Philibert Rossée                       | 21 novembre 1797  | 21 décembre 1797  |
|          | Jean-Baptiste Marragon                               | 21 décembre 1797  | 20 janvier 1798   |
|          | Jean Rousseau                                        | 20 janvier 1798   | 19 février 1798   |
|          | Pardoux Bordas                                       | 19 février 1798   | 21 mars 1798      |
|          | Étienne Mollevaut                                    | 21 mars 1798      | 20 avril 1798     |
|          | Jacques Poisson de Coudreville                       | 20 avril 1798     | 20 mai 1798       |
|          | Claude Ambroise Régnier                              | 20 mai 1798       | 19 juin 1798      |
|          | Jean-Antoine Marbot                                  | 19 juin 1798      | 19 juillet 1798   |
|          | Étienne Maynaud de Bizefranc de Lavaux               | 19 juillet 1798   | 18 août 1798      |
|          | Pierre-Antoine Lalloy                                | 18 août 1798      | 23 septembre 1798 |
|          | Benoît Michel Decomberousse                          | 23 septembre 1798 | 22 octobre 1798   |
|          | Emmanuel Pérès de Lagesse                            | 22 octobre 1798   | 21 novembre 1798  |
|          | Jean-Augustin Moreau de Vormes                       | 21 novembre 1798  | 21 décembre 1798  |
|          | Jean-Baptiste Perrin des Vosges                      | 21 décembre 1798  | 20 janvier 1799   |
|          | Dominique Joseph Garat                               | 20 janvier 1799   | 19 février 1799   |
|          | Jean-Aimé Delacoste                                  | 19 février 1799   | 21 mars 1799      |
|          | Mathieu Depère                                       | 21 mars 1799      | 20 avril 1799     |
|          | Claude-Pierre de Delay d'Agier                       | 20 avril 1799     | 20 mai 1799       |
|          | Charles Claude Christophe Gourdan                    | 20 mai 1799       | 19 juin 1799      |
|          | Pierre-Charles-Louis Baudin, dit Baudin des Ardennes | 19 juin 1799      | 19 juillet 1799   |
|          | Louis-Thibaut Dubois-Dubais                          | 19 juillet 1799   | 18 août 1799      |
|          | Mathieu-Augustin Cornet                              | 18 août 1799      | 24 septembre 1799 |
|          | Joseph Cornudet des Chaumettes                       | 24 septembre 1799 | 23 octobre 1799   |
|          | Louis-Nicolas Lemercier                              | 23 octobre 1799   | 10 novembre 1799  |

## Sous leConsulatet l'Empire(1799-1814)

### Sous le Consulat
Lors de la première séance le 4 nivôse an VIII, c'est le plus ancien des premiers membres qui siège en tant que président : Michel-François Dailly.
Le président est ensuite élu par ses pairs.
L'Article 39 de la Constitution du 16 thermidor an X précise que les consuls sont membres du Sénat, et le président. 
1. Jean-Jacques-Régis de Cambacérès
2. Charles-François Lebrun

Présidents du Sénat conservateur :
| Portrait | Nom                            | Début du mandat  | Fin du mandat   |
| -------- | ------------------------------ | ---------------- | --------------- |
|          | Emmanuel-Joseph Sieyès         | 27 décembre 1799 | 13 février 1800 |
|          | François Barthélemy            | 13 février 1800  | 27 février 1801 |
|          | François Denis Tronchet        | 27 février 1801  | 2 août 1801     |
|          | François Christophe Kellermann | 2 août 1801      | 18 janvier 1802 |
|          | Louis-Nicolas Lemercier        | 18 janvier 1802  | 4 août 1802     |

### Sous l'Empire
Le président du Sénat est nommé par l'Empereur et choisi parmi les sénateurs. Ses fonctions durent un an ; mais quand l'Empereur le juge à propos, il préside lui-même ou désigne le titulaire des grandes dignités de l'Empire qui doit présider.
Présidents du Sénat conservateur :
| Portrait | Nom                                   | Début du mandat  | Fin du mandat    |
| -------- | ------------------------------------- | ---------------- | ---------------- |
|          | Nicolas-Louis François de Neufchâteau | 19 mai 1804      | 19 mai 1806      |
|          | Gaspard Monge                         | 19 mai 1806      | 1er juillet 1807 |
|          | Bernard Germain de Lacépède           | 1er juillet 1807 | 1er juillet 1808 |
|          | Jean-Denis-René de Saint-Vallier      | 1er juillet 1808 | 1er juillet 1809 |
|          | Germain Garnier                       | 1er juillet 1809 | 1er juillet 1811 |
|          | Bernard Germain de Lacépède           | 1er juillet 1811 | 1er juillet 1813 |
|          | François Barthélemy                   | 1er juillet 1813 | 14 avril 1814    |

## Sous laRestauration(1814-1830)
Présidents de la Chambre des pairs :
| Portrait | Nom                              | Début du mandat  | Fin du mandat    | Notes |
| -------- | -------------------------------- | ---------------- | ---------------- | --- |
|          | Charles Henri Dambray            | 4 juin 1814      | 20 mars 1815     | Sous la Première Restauration. |
|          | Jean-Jacques-Régis de Cambacérès | 2 juin 1815      | 7 juillet 1815   | Pendant les Cent-jours. |
|          | Charles Henri Dambray            | 12 octobre 1815  | 12 décembre 1829 | Nommé chancelier de France et président de la Chambre des pairs (fonction alors attachée à celle du chancelier), jusqu'à sa mort le 13 décembre 1829. |
|          | Emmanuel de Pastoret             | 17 décembre 1829 | 3 août 1830      | Nommé chancelier de France le 17 décembre 1829 jusqu'à la Révolution de juillet 1830.                                                                 |

## Sous lamonarchie de Juillet(1830-1848)
Président de la Chambre des pairs :
| Portrait | Nom                    | Début du mandat | Fin du mandat   | Notes |
| -------- | ---------------------- | --------------- | --------------- | --- |
|          | Étienne-Denis Pasquier | 3 août 1830     | 24 février 1848 | Reçoit le titre et les honneurs de chancelier de France par le roi Louis-Philippe, le 27 mai 1837. Il est le dernier chancelier de France. Élu à l’Académie française en 1842. Grand-oncle de Gaston d'Audiffret-Pasquier qu'il adopte. |

## Sous leSecond Empire(1852-1870)
Présidents du Sénat :
| Portrait | Nom                       | Début du mandat  | Fin du mandat    | Notes |
| -------- | ------------------------- | ---------------- | ---------------- | --- |
|          | Jérôme Bonaparte          | 28 janvier 1852  | 30 novembre 1852 | À l'avènement de la Seconde République, il soutient le futur Napoléon III à devenir président de la République. |
|          | Raymond-Théodore Troplong | 30 décembre 1852 | 1er mars 1869    | Il a remplacé le prince Jérôme Bonaparte lorsque celui-ci démissionna de son poste de Président du Sénat le 30 décembre 1852. Il a conservé cette fonction pendant pratiquement tout le Second Empire, jusqu'à sa mort en 1869. |
|          | Adrien Marie Devienne     | 3 mars 1869      | 20 juillet 1869  | Il est premier président de la Cour de cassation à partir du 8 mars 1869 et brièvement président du Sénat. Il part de Paris après la chute de l'Empire.                                                                         |
|          | Eugène Rouher             | 20 juillet 1869  | 4 septembre 1870 | Principal artisan, avec Troplong, de la Constitution du 14 janvier 1852. Entré au Sénat en 1856. |

## Sous laIIIeRépublique(1870-1940)
Présidents du Sénat :
|    | Nom | Nom                                      | Dates du mandat | Dates du mandat | Parti | Parti                   | Notes |
| -- | --- | ---------------------------------------- | --------------- | --------------- | ----- | ----------------------- | --- |
| 1  |     | Gaston d'Audiffret-Pasquier (1823-1915)  | 13 mars 1876    | 15 janvier 1879 |       | Légitimiste             | Ancien président de l'Assemblée nationale. Élu à l’Académie française en 1878.                                |
| 2  |     | Louis Martel (1813-1892)                 | 15 janvier 1879 | 25 mai 1880     |       | Républicain modéré      | Démissionne pour raisons de santé.                                                                            |
| 3  |     | Léon Say (1826-1896)                     | 25 mai 1880     | 30 janvier 1882 |       | Républicain modéré      | Nommé ministre des Finances. Élu à l’Académie française en 1886.                                              |
| 4  |     | Philippe Le Royer (1816-1897)            | 2 février 1882  | 24 février 1893 |       | Gauche républicaine     | Ancien ministre.                                                                                              |
| 5  |     | Jules Ferry (1832-1893)                  | 24 février 1893 | 17 mars 1893    |       | Gauche républicaine     | Ancien Président du Conseil, mort en fonction.                                                                |
| 6  |     | Paul-Armand Challemel-Lacour (1841-1931) | 27 mars 1893    | 16 janvier 1896 |       | Républicain modéré      | Démissionne pour raisons de santé. Élu à l’Académie française en 1893.                                        |
| 7  |     | Émile Loubet (1838-1929)                 | 16 janvier 1896 | 21 février 1899 |       | Gauche républicaine     | Ancien président du Conseil. Élu président de la République française le 18 février 1899.                     |
| 8  |     | Armand Fallières (1841-1931)             | 3 mars 1899     | 13 février 1906 |       | Républicain modéré, ARD | Ancien président du Conseil. Élu président de la République française le 18 février 1906.                     |
| 9  |     | Antonin Dubost (1844-1921)               | 16 février 1906 | 14 janvier 1920 |       | ARD, PRD                | Président du Sénat durant 14 ans.                                                                             |
| 10 |     | Léon Bourgeois (1851-1925)               | 14 janvier 1920 | 22 février 1923 |       | RAD                     | Ancien président de la Chambre des députés. Prix Nobel de la Paix de 1920. Démissionne pour raisons de santé. |
| 11 |     | Gaston Doumergue (1863-1937)             | 22 février 1923 | 17 juin 1924    |       | RAD                     | Ancien président du Conseil. Élu président de la République française le 13 juin 1924.                        |
| 12 |     | Justin de Selves (1848-1934)             | 19 juin 1924    | 14 janvier 1927 |       | PRDS, AD                | Ancien ministre.                                                                                              |
| 13 |     | Paul Doumer (1857-1932)                  | 14 janvier 1927 | 11 juin 1931    |       | Sans étiquette          | Ancien président de la Chambre des députés. Élu président de la République française le 13 juin 1931.         |
| 14 |     | Albert Lebrun (1871-1950)                | 11 juin 1931    | 3 juin 1932     |       | AD                      | Élu président de la République française le 10 mai 1932.                                                      |
| 15 |     | Jules Jeanneney (1864-1957)              | 3 juin 1932     | 10 juillet 1940 |       | RAD                     | Mandat achevé en 1940.                                                                                        |

## Sous laIVeRépublique(1946-1958)
Présidents du Conseil de la République :
| Nom | Nom | Nom                                     | Dates du mandat  | Dates du mandat | Parti | Notes |
| --- | --- | --------------------------------------- | ---------------- | --------------- | ----- | --- |
| 1   |     | Auguste Champetier de Ribes (1882-1947) | 27 décembre 1946 | 6 mars 1947     | MRP   | Candidat malheureux contre Vincent Auriol lors de l'élection du premier président de la Quatrième République le 16 janvier 1947. Malade, il meurt en fonction. |
| 2   |     | Gaston Monnerville (1897-1991)          | 18 mars 1947     | 2 octobre 1958  | RAD   | Il est la première personnalité originaire de l'ancien Empire colonial français à accéder à une telle fonction.                                                |

## Sous laVeRépublique(depuis 1958)

### Fonctions et rôles
Le président du Sénat est élu tous les trois ans, lors de renouvellement du tiers et, depuis 2011, de la moitié du Sénat.
Son rôle est de représenter le Sénat et de diriger les débats de cette assemblée. Il doit être consulté par le président de la République lorsque ce dernier souhaite dissoudre l'Assemblée nationale ou de mise en œuvre des pouvoirs exceptionnels (article 16 de la Constitution). Le président du Sénat assure l'intérim en cas de vacance de la présidence de la République (mais sans le droit de recourir au référendum, de dissoudre l'Assemblée nationale ou de demander une révision de la Constitution). Cela est arrivé deux fois, lors de la démission du président de Gaulle (1969) et lors de la mort de Georges Pompidou (1974), les deux fois cet intérim a été assuré par Alain Poher. De par cette attribution, le président du Sénat est protocolairement le troisième personnage de l'État.
Le président du Sénat désigne trois des neuf membres du Conseil constitutionnel et l'une des trois personnalités qualifiées au Conseil supérieur de la magistrature mais également des membres d'autres autorités de régulation : deux des membres de l'Autorité de régulation des communications électroniques et des postes, l'une des trois personnalités qualifiées de l'Autorité des marchés financiers et trois des membres du Conseil supérieur de l'audiovisuel.
Le président dispose du Petit Luxembourg, hôtel particulier contigu au Palais du Luxembourg.

### Présidents successifs
| Nom | Nom | Nom                            | Dates du mandat  | Dates du mandat   | Parti           | Notes |
| --- | --- | ------------------------------ | ---------------- | ----------------- | --------------- | --- |
| 1 |     | Gaston Monnerville (1897-1991) | 9 décembre 1958  | 2 octobre 1968    | RAD             | Il est le premier président du Sénat de la Ve République, après avoir présidé pendant onze ans le Conseil de la République. Il renonce à se représenter en 1968 et sera nommé au Conseil constitutionnel en 1974.                                  |
| 2 |     | Alain Poher (1909-1996)        | 3 octobre 1968   | 1er octobre 1992  | CD, UDF-CDS     | Il détient le record de longévité à la présidence du Sénat (huit mandats, soit 24 ans). Il est également le seul président du Sénat à avoir assuré l'intérim de la présidence de la République (en 1969 et 1974). Il ne se représente pas en 1992. |
| André Méric exerce la fonction à titre provisoire entre le 29 avril et le 20 juin 1969, Alain Poher étant président de la République par intérim, |     |                                |                  |                   |                 | |
| 3 |     | René Monory (1923-2009)        | 2 octobre 1992   | 1er octobre 1998  | UDF-CDS, UDF-FD | Porté à la présidence face au favori, le gaulliste Charles Pasqua, il retire sa candidature au deuxième tour de l'élection de 1998 après été devancé, à la surprise générale, par le gaulliste Christian Poncelet.                                 |
| 4 |     | Christian Poncelet (1928-2020) | 2 octobre 1998   | 30 septembre 2008 | RPR, UMP        | Élu après avoir tenu en échec son prédécesseur, il met un terme à trois décennies de présidence de centre droit. Il renonce à briguer un quatrième mandat.                                                                                         |
| 5 |     | Gérard Larcher (1949-)         | 1er octobre 2008 | 30 septembre 2011 | UMP             | Il est élu à l'issue d'une primaire à droite face à Jean-Pierre Raffarin, puis battu à la suite de la victoire de la gauche au renouvellement de 2011.                                                                                             |
| 6 |     | Jean-Pierre Bel (1951-)        | 1er octobre 2011 | 30 septembre 2014 | PS              | Il est le premier président socialiste du Sénat de l'histoire, marquant une alternance inédite sous la Ve République. Il ne se représente pas aux élections sénatoriales de 2014.                                                                  |
| 7 |     | Gérard Larcher (1949-)         | 1er octobre 2014 | en cours          | UMP, LR         | Il est élu pour un deuxième mandat à la faveur du retour de la majorité de droite au Sénat et d’une nouvelle primaire contre Jean-Pierre Raffarin. Il est le premier sous la Ve République à effectuer deux mandats non consécutifs.               |